# Hans Zollner
Hans Zollner SJ (ur. 19 listopada 1966 w Ratyzbonie) – niemiecki duchowny katolicki, profesor psychologii, dyrektor Centrum Ochrony Dziecka (Centre for Child Protection).

## Życiorys
7 października 1995 otrzymał święcenia kapłańskie w Towarzystwie Jezusowym. Uzyskał licencjat z psychologii na Papieskim Uniwersytecie Gregoriańskim oraz doktorat z teologii na Uniwersytecie w Innsbrucku.
W marcu 2014 został członkiem Papieskiej Komisji ds. Ochrony Nieletnich. Od 2015 jest dyrektorem Centrum Ochrony Dziecka na Papieskim Uniwersytecie Gregoriańskim.
Od 1 kwietnia 2017 jest także konsultorem Kongregacji ds. Duchowieństwa. 